# Embajada de Guatemala en Estados Unidos
La Embajada de Guatemala en los Estados Unidos es la representación diplomática del Gobierno de Guatemala ante el Gobierno de los Estados Unidos. Sus principales funciones consisten en proteger los intereses del Estado y sus ciudadanos; mantener los canales de comunicación entre ambos gobierno, fomentar y promover las relaciones comerciales y dar seguimiento a los temas de interés identificados por ambos países. Está localizada en 2220 R Street NW, Washington D. C.

## Historia
Seguido a la independencia de España en 1821, Guatemala formó parte de las Provincias Unidas de Centro América en 1823, junto con junto con Honduras, Nicaragua, Costa Rica y El Salvador. Los Estados Unidos reconoció a la República Federal de Centro América y las relaciones diplomáticas con Guatemala fueron oficialmente establecidas cuando el presidente James Monroe recibe a Antonio José Cañas como enviado extraordinario y ministro plenipotenciario, por el presidente Manuel José de Arce y Fagoaga, el 4 de agosto de 1824. La Legación estadounidense en Guatemala se estableció el 3 de mayo de 1826, cuando el Encargado de Negocios John Williams presentó sus cartas credenciales a la Federación Centroamericana. El 4 de mayo de 1943, la Legación de Guatemala en los Estados Unidos se elevó a estado de Embajada con Adrián Recinos como enviado extraordinario y ministro plenipotenciario, a partir de ahí se convierte en el primer embajador de Guatemala ante los Estados Unidos.
Guatemala como estado independiente fue reconocida el 5 de abril de 1844 después la emisión de un execuátur al guatemalteco Antonio de Aycinena y Piñol, Cónsul General de Guatemala en el país norteamericano. Las relaciones diplomáticas con la República de Guatemala independiente se establecieron en 1849 cuando el Encargado de Negocios Elijah Hise presentó sus cartas credenciales al presidente de Guatemala, el 21 de enero de 1849 o quizás unos días antes.
Después que el gobierno de Jacobo Arbenz fue derrocado, el 12 de julio de 1954 el Secretario de Estado John Foster Dulles dio instrucciones a la Embajada de Estados Unidos en la ciudad de Guatemala de establecer relaciones diplomáticas con el nuevo Gobierno de Guatemala. Al día siguiente, el embajador John E. Peurifoy informó el canciller Salazar del reconocimiento estadounidense del nuevo Gobierno de Guatemala.

## Lista de Embajadores
Representación diplomática de Guatemala en EE. UU. 
| Fecha                   | Fecha                    | Nombre/Misión                                                                   |
| Designado               | Acreditado               |                                                                                 |
| ----------------------- | ------------------------ | ------------------------------------------------------------------------------- |
|                         | 8 de junio de 1893       | Sr. Don Antonio Lazo Arriaga, E.E. y M.P. (También E.E y M.P de Honduras)       |
|                         | 30 de septiembre de 1904 | Sr. Don Jorge Muñoz, E.E. y M.P.                                                |
|                         | 22 de octubre de 1906    | Sr. Dr. Ramón Bengoechea, Encargado de Negocios, a.i.                           |
|                         | 18 de marzo de 1907      | Sr. Dr. Don Luis Toledo Herrarte, E.E. y M.P.                                   |
|                         | 19 de diciembre de 1911  | Sr. Don Joaquín Méndez, E.E. y M.P.                                             |
|                         | 29 de noviembre de 1920  | Dr. Julio Bianchi, E.E. y M.P.                                                  |
|                         | 19 de abril de 1922      | Sr. Don Francisco Sánchez Latour, Encargado de Negocios, a.i.                   |
|                         | 23 de mayo de 1922       | Sr. Don Francisco Sánchez Latour, E.E. y M.P. (Muere en noviembre de 1927)      |
|                         | 8 de noviembre de 1927   | Sr. Don Julio Montano Novella, Encargado de Negocios, a.i.                      |
|                         | 11 de enero de 1928      | Sr. Dr. Don Adrián Recinos, E.E. y M.P.                                         |
|                         | 4 de mayo de 1943        | Legación sube a estado de Embajada                                              |
| 19 de abril de 1943     | 4 de mayo de 1943        | Sr. Dr. Don Adrián Recinos, Emb. E. y P.                                        |
|                         | 18 de octubre de 1944    | Sr. Don Antonio Najera Cabrera, Emb. E. y P.                                    |
|                         | 8 de noviembre de 1944   | Sr. Dr. Don Enrique López-Herrarte, Encargado de Negocios, a.i.                 |
| 19 de diciembre de 1944 | 1 de enero de 1945       | Sr. Don Eugenio Silva Pena, Emb. E. y P.                                        |
| 6 de julio de 1945      | 10 de agosto de 1945     | Sr. Don Jorge García Granados, Emb. E. y P.                                     |
|                         | 16 de diciembre de 1947  | Sr. Don Francisco Linares Aranda, Encargado de Negocios, a.i.                   |
| 2 de marzo de 1948      | 15 de marzo de 1948      | Sr. Don Ismael González Arévalo, Emb. E. y P.                                   |
| 13 de diciembre de 1949 | 11 de enero de 1950      | Sr. Dr. Don Antonio Goubaud-Carrera, Emb. E. y P. (murió el 8 de marzo de 1951) |
|                         | 18 de febrero de 1951    | Sr. Alfredo Chocano, Encargado de Negocios, a.i.                                |
| 18 de marzo de 1951     | 4 de junio de 1951       | Sr. Carlos H. Aldana-Sandoval, Emb. E. y P.                                     |
| 4 de septiembre de 1952 | 24 de septiembre de 1952 | Sr. Dr. Don Guillermo Toriello, Emb. E. y P.                                    |
| 27 de junio de 1954     | 27 de junio de 1954      | Gobierno de Arbenz derrocado en Guatemala                                       |
| 13 de julio de 1954     | 13 de julio de 1954      | Relaciones Diplomáticas reestablecidas con Guatemala (Nuevo Gobierno)           |
| 13 de agosto de 1954    | 16 de agosto de 1954     | Coronel José Luis Cruz Salazar, Emb. E. y P.                                    |
| 3 de junio de 1958      | 16 de junio de 1958      | Cnel. Carlos Silvestre Antillón Hernández, Emb. E. y P.                         |
| 1 de julio de 1959      | 13 de julio de 1959      | Cnel. Arturo Ramírez Pinto, Emb. E. y P.                                        |
| 6 de junio de 1960      | 8 de junio de 1960       | Sr. Carlos Alejos, Emb. E. y P.                                                 |
| 11 de junio de 1963     | 10 de julio de 1963      | Dr. Carlos García Bauer, Emb. E. y P.                                           |
| 8 de septiembre de 1966 | 9 de septiembre de 1966  | Francisco Linares Aranda, Emb. E. y P.                                          |
| 23 de octubre de 1970   | 5 de noviembre de 1970   | Julio Asensio, Emb. E. y P.                                                     |
| 5 de mayo de 1976       |                          | M. Fernando Sesenna Ot, Encargado de Negocios, a.i.                             |
| 10 de junio de 1976     | 22 de junio de 1976      | Federico Abundio MALDONADO Gularte, Emb. E. y P.                                |
| 30 de noviembre de 1977 | 18 de enero de 1978      | Jorge Lamport Rodil, Emb. E. y P.                                               |
|                         | 1 de diciembre de 1978   | Mrs. Norma J. Vásquez, Encargado de Negocios, a.i.                              |
| 21 de diciembre de 1978 | 26 de febrero de 1979    | General Felipe Doroteo Monterroso Miranda, Emb. E. y P.                         |
| 9 de junio de 1982      | 29 de julio de 1982      | Jorge Luis Zelaya Coronado, Emb. E. y P.                                        |
|                         | 15 de julio de 1983      | Norma J. Vásquez, Encargado de Negocios, a.i.                                   |
| 7 de diciembre de 1983  | 9 de enero de 1984       | Federico Faesen Ortega, Emb. E. y P.                                            |
| 6 de febrero de 1985    | 5 de marzo de 1985       | Eduardo Palomo Escobar, Emb. E. y P.                                            |
| 27 de enero de 1987     | 10 de febrero de 1987    | Oscar Padilla Vidaurre, Emb. E. y P.                                            |
| 5 de octubre de 1988    | 9 de noviembre de 1988   | Rodolfo Rohrmoser V., Emb. E. y P.                                              |
| 7 de febrero de 1990    | 9 de abril de 1990       | John SCHWANK Duran, Emb. E. y P.                                                |
| 27 de junio de 1991     | 6 de agosto de 1991      | Juan José Caso Fanjul, Emb. E. y P.                                             |
| 3 de marzo de 1993      | 11 de junio de 1993      | Edmond Mulet, Emb. E. y P.                                                      |
| 11 de marzo de 1996     | 30 de abril de 1996      | Peter Lamport, Emb. E. y P.                                                     |
| 5 de septiembre de 1998 | 10 de septiembre de 1998 | William Howard Stixrud, Emb. E. y P.                                            |
| 27 de mayo de 2000      | 4 de junio de 2000       | Ariel Rivera Irias, Emb. E. y P.                                                |
| 4 de diciembre de 2002  | 9 de diciembre de 2002   | Antonio Arenales Forno, Emb. E. y P.                                            |
| 26 de marzo de 2004     | 31 de marzo de 2004      | José Guillermo Castillo Villacorta, Emb. E. y P.                                |
| 13 de marzo de 2008     | 9 de abril de 2008       | Francisco Villagrán de León, Emb. E. y P.                                       |
| 5 de agosto de 2011     | 9 de septiembre de 2011  | Julio Martini Herrera, Emb. E. y P.                                             |
| 17 de agosto de 2012    | 2 de mayo de 2012        | José Francisco Villagrán de León, Emb. E. y P.                                  |
| 5 de septiembre de 2013 | 17 de septiembre de 2013 | Julio Ligorría, Emb. E. y P.                                                    |
|                         | 27 de junio de 2016      | Maritza Ruíz de Vielman, Emb. E. y P.                                           |
| 5 de enero de 2017      | 30 de julio de 2017      | Manuel Espina Pinto, Emb. E. y P.                                               |
| 15 de enero de 2020     | 13 de junio de 2020      | Alfonso Quiñonez Lemus, Emb. E. y P.                                            |
|                         | 18 de enero de 2024      | Viviana Raquel Arenas Aguilar, Encargado de Negocios, a.i.                      |
| 27 de mayo de 2024      | 17 de junio de 2024      | Hugo Eduardo Beteta Méndez-Ruiz, Emb. E. y P.                                   |

Términos Especiales:
- EE y MP = Enviado extraordinario y ministro plenipotenciario
- Emb. E. & P. = Embajador Extraordinario y Plenipotenciario

## Relaciones Bilaterales
Actualmente, Guatemala tiene una buena relación diplomática, política, económica y comercial con Estados Unidos. Sigue siendo uno de los principales socios comerciales de Guatemala, existen fuertes lazos políticos y de cooperación entre ambos países.
La relación bilateral con Estados Unidos en materia de seguridad se puede definir como de alta prioridad por la importancia de las acciones conjuntas que se desarrollan, en especial, la cooperación para la seguridad regional y el fortalecimiento institucional, entre otros.
La relación se mantiene y se lleva a cabo al más alto nivel con funcionarios del Departamento de Estado, la Secretaría de Seguridad Nacional, el Comando Sur de los Estados Unidos, el Senado y la Secretaría de Asuntos Antinarcóticos, por mencionar algunas instituciones.
Se trabaja conjuntamente con el Departamento de Seguridad Nacional, con la Agencia de Inmigración y Aduanas (ICE) y con la Agencia de Control de Fronteras (CBP), en conjunto, con la Secretaría Nacional de Administración de Bienes en Extinción de Dominio para explorar vías o alternativas de cooperación en temas de administración de bienes en extinción y manejo de fondos provenientes de dicho procedimiento.
Esta relación se ha transformado en un apoyo que reciben varias instituciones de Guatemala en el área del combate al crimen organizado. Entre las principales acciones destacan: financiación para programas como Reforma Policial, Unidades de Alta Confianza (Vetted Units), el programa antipandillas (PANDA) y las Comisarías Modelo y CICIG, entre otros. Además, también se apoya la modernización en los procesos de investigación y la reforma de institucionalización en el Ministerio Público, el procedimiento de extradiciones, la modernización y fortalecimiento en la aplicación de Justicia, el Sistema Penitenciario, programas de capacitación y capacidades marítimas, interdicción, prevención y detección de actividad criminal en frontera, etc.
Los principales temas en las relaciones bilaterales Guatemala-Estados Unidos son: la iniciativa de Seguridad Regional para Centroamérica (CARSI – sustituta de Iniciativa Mérida), Policía Nacional y Ministerio Público, levantamiento de las restricciones a la ayuda militar, adopciones, Comisión Internacional contra la Impunidad en Guatemala (CICIG), Derechos Humanos, proceso de institucionalización del proyecto FIAAT y TPS (Temporary Protected Status).

## Consulados de Guatemala en Estados Unidos
Guatemala, a julio de 2023, tiene establecidos veintitrés Consulados Generales en los Estados Unidos. Cada consulado tiene diferente jurisdicciones que cubren diferentes áreas del país. Los actuales consulados son:
| Estado             | Ciudad           | Información de contacto | Jurisdicciones |
| ------------------ | ---------------- | --- | --- |
| Arizona            | Phoenix          | 55 East Thomas Road, 3rd Floor Phoenix, AZ. 85012 Tel: (602) 200-3660 Fax: (602) 688-6368 consarizona@minex.gob.gt www.consphoenix.minex.gob.gt                                                  | Arizona: Maricopa, Gila, Apache, Navajo, Coconino, Yavapai y Mohave Nuevo México |
| Arizona            | Tucson           | 100 N Stone Avenue, Suite 704 Tucson, Arizona 85701 Tel (520)-398-6912 - (520)-398-7193 - (520) 398-7301 - (520) 398-7307 Fax (520) 398-7327 constucson@minex.gob.gt www.constucson.minex.gob.gt | Condados: Yuma, La Paz Pinal Pima Santa Cruz Cochise Graham Greenlee |
| California         | Los Ángeles      | 1975 Riverside Dr., Los Ángeles, CA. 90039 Tel: (213) 900-1098 conslosangeles@minex.gob.gt www.conslosangeles.minex.gob.gt                                                                       | Sur de California: San Luis Obispo, Kern, Santa Bárbara, Ventura, Los Ángeles, Orange, San Diego e Imperial. Sur de Nevada: Esmeralda, Nye, Lincoln y Clark Hawái Island Wake Guam |
| California         | San Bernardino   | 330 N «D» Street San Bernardino, CA 92401 Tel (909) 572-8800 conssabernardino@minex.gob.gt www.conssabernardino.minex.gob.gt                                                                     | Condados: San Bernardino y Riverside |
| California         | San Francisco    | 659 A Market Street, San Francisco, CA. 94111 Tel: (415) 563-8319 Fax: (415) 563-8376 conssanfrancisco@minex.gob.gt www.consulguatesfo.com                                                       | Resto de condados de California Norte de Nevada |
| Carolina del Norte | Raleigh          | 6050 Six Forks Rd. Raleigh, North Carolina 27609 Tel (984) 200-1601, (984) 200-2411 Fax (984) 200-1726 consraleigh@minex.gob.gt www.consraleigh.minex.gob.gt                                     | Carolina del Norte Carolina del Sur |
| Colorado           | Denver           | 1001 S. Monaco Parkway Suite 300 Denver, CO 80224 Tel: (303) 629-9210 Fax: (303) 629-9211 consdenver@minex.gob.gt www.consguatedenver.org                                                        | Colorado Dakota del Sur Nebraska Utah Wyoming |
| Georgia            | Atlanta          | 3699 Chamblee Dunwoody Road, Atlanta, GA. 30341 Tel: (404) 470-657-2510/emergencias:(404) 404-398-9298 consatlanta@minex.gob.gt www.consatlanta.minex.gob.gt                                     | Georgia Tennessee Alabama |
| Florida            | Lake Worth       | 1926 10th Avenue North, Lake Worth, Florida 33461 Tel: (001) 561660-6223/ (001) 561660-6261 Fax: (001) 561904-6297 conslakeworth@minex.gob.gt www.conslakeworth.minex.gob.gt                     | Florida: Palm Beach, Martín, Santa Lucía, Hendry, Glades, Okeechobee, Highlands, Río Indio, Osceola, Brevard, Orange, Seminole, Lake, Volusia, Marlos, Flagler, Putnam, San Juan, Clay, Duval, Baker y Nassau |
| Florida            | Miami            | 1101 Brickell Ave. #603-S Miami, FL. 33131 Tel: (305) 679-9945 al 9948 Fax: (305) 679-9983 consmiami@minex.gob.gt                                                                                | Resto de Florida Misisipi Puerto Rico Islas Vírgenes |
| Illinois           | Chicago          | 5559 N. Elston Ave. #100 Chicago, IL. 60630 Tel: (312) 540-0781 Fax: (312) 540-0897 conschicago@minex.gob.gt www.conschicago.minex.gob.gt                                                        | Dakota del Norte Iowa Indiana Illinois Minnesota Míchigan Wisconsin |
| Maryland           | Rockville        | 979 Rollins Avenue Rockville, MD, 20852 Tel (240) 485-5050 Wtp (240) 485-5049 consmaryland@minex.gob.gt www.consulmaryland.minex.gob.gt                                                          | Distrito de Columbia Maryland Virginia Virginia Occidental |
| New York           | New York         | 276 Park Avenue South, New York NY 10010 Tel: (212) 686-3837 www.consuladoguatemalanuevayork.org consnewyork@minex.gob.gt                                                                        | New York Connecticut: Litchfield, Hartgord, Tolland y Windham Nueva Jersey: Sussex, Passaic, Warren, Morris, Bergen, Essex, Hudson y Union |
| New York           | Riverhead        | 1333 East Main Street, Suite 1, Riverhead, NY 11901 Tel (631) 405-5010 consriverhead@minex.gob.gt www.consriverhead.minex.gob.gt                                                                 | Nueva York: Suffolk y Nassau Connecticut: New Haven, Middlesex, Fairfield, New London |
| Ohio               | Columbus         | 2105 S. Hamilton Rd Suite#100 Columbus, Ohio. 43232 Tel: (614) 762-8119/ emergencia: (614) 897-3208 consohio@minex.gob.gt www.consohio.minex.gob.gt                                              | Ohio Kentucky Pensilvania: Erie, Crawford, Mercer, Lawrence, Washington, Greene, Venango, Butler, Beaver y Allegheny |
| Oklahoma           | Oklahoma City    | 5909 NW Expressway Suite 100 Oklahoma City, Oklahoma 73132 Tel: (405) 603-6631 / (405) 603-6638 consoklahoma@minex.gob.gt www.consoklahoma.minex.gob.gt                                          | Oklahoma Kansas Misuri Arkansas |
| Nebraska           | Omaha (Nebraska) | 1010 N 96th St Suite 200, Omaha, NE 68114 (531) 910-0230 y (531) 910-0231 | Iowa, Nebraska, North Dakota, South Dakota y Minnesota |
| Pensilvania        | Filadelfia       | 417 N 8th Street Suite 201 Philadelphia, PA. 19123 Tel: (261) 322-2044 consphiladelphia@minex.gob.gt www.consphiladelphia.minex.gob.gt                                                           | Pensilvania (exceptuando los del consulado de Columbus) Nueva Jersey: Hunterdon, Somerset, Middlesex, Mercer, Monmouth, Ocean, Burlington, Camden, Gloucester, Altantic, Salem, Caumberland y CapeMay |
| Rhode Island       | Providence       | 555 Valley St. Bldg. #6 1-321 Providence, RI. 02908 Tel: (401) 270-6345 / 6374 Fax: (401) 270-7039 consrhodeisland@minex.gob.gt www.consrhodeisland.minex.gob.gt                                 | Rhode Island Maine Vermont New Hampshire Massachusetts |
| Tennessee          | Nashville        | 1645 Murfreesboro Pike, Suite M, Nashville, TN 37217 Tel: (615) 988-8624, (615) 988-8626, (615) 988-8627                                                                                         | Circunscripción Sección Consular: Estado de Tennessee. Condados del Estado de Kentuky: Fulton, Hickman, Carlisle, Ballard, McCracken, Graves, Marshall, Calloway, Trigg, Lyon, Christian, Todd, Logan, Warren, Simpson, Allen, Barren, Metcalfe, Monroe, Adair, Russell, Cumberland, Clinton, Wayne, Pulaski, Laurel, Clay, Leslie, Letcher, Harlan, Knox, Bell, Whitley, McCreary. Condados del Estado de Misisipi: DeSoto, Benton, Bolivar, Alcorn, Carroll, Calhoun, Coahoma, Chickasaw, Choctaw, Clay, Grenada, Itawamba, Marshall, Lafayette, Lee, Leflore, Lowndes, Monroe, Montgomery, Oktibbeha, Panola, Pontotoc, Prentiss, Sunflower, Tippah, Tate, Tallahatchie, Tishomingo, Tunica, Union, Quitman, Washington, Webster, Yalobusha. |
| Texas              | Dallas           | 4405 N Beltwood Parkway Farmers Branch, Texas 75244 consdallas@minex.gob.gt Tel: (469) 886-9922                                                                                                  | Condados: Dallam, Sherman, Hansford, Ochiltree, Lipscomb, Hartley, Moore, Hutchinson, Roberts, Hemphill, Oldham, Potter, Carson, Gray, Wheeler, Deaf Smith, Randall, Armstrong, Donley, Collingsworth, Parmer, Castro, Swisher, Briscoe, Hall, Childress, Bailey, Lamb, Hale, Floyd, Motley, Cottle, Hardeman, Foard, Wilbarger, Wichita, Cochran, Hockley, Lubbock, Crosby, Dickens, King, Knox, Baylor, Archer, Clay, Montague, Cooke, Grayson, Fannin, Lamar, Red River, Bowie, Yoakum, Terry, Lynn, Garza, Kent, Stonewall, Haskell, Throckmorton, Young, Jack, Wise, Denton, Collin, Hunt, Hopkins, Delta, Franklin, Titus, Camp, Morris, Cass, Gaines, Dawson, Borden, Scurry, Fisher, Jones, Shackelford, Stephens, Palo Pinto, Parker, Tarrant, Dallas, Rockwall, Kaufman, Rains, Van Zandt, Wood, Upshur, Marion, Harrison, Gregg, Smith, Henderson, Ellis, Johnson, Hood, Somervell, Erath, Eastland, Callahan |
| Texas              | Del Río          | 106 Foster Drive del Río, TX 78840 Tel: (830) 422-2201 / 2230 / 308-3870 Fax: (830) 422-2093 consdelrio@minex.gob.gt www.consdelrio.minex.gob.gt                                                 | Condados: Andrews, Martin, Howard, Mitchell, Nolan, Taylor, Loving, Winkler, Ector, Midland,Glasscock, Sterling, Coke, Runnels, El Paso, Hudspeth, Culberson, Reeves, Ward, Crane,Upton, Reagan, Irion, Tom Green, Jeff Davis, Pecos, Crockett, Schleicher, Sutton, Presidio, Brewster, Terrell, Val Verde, Edwards, Kinney, Maverick y Webb |
| Texas              | Houston          | 6300 Richmond Avenue Suite 103 Houston, TX. 77057 Tel: (713) 953-9531 Fax: (713) 953-9383 conshouston@minex.gob.gt www.conshuston.minex.gob.gt                                                   | Luisiana Texas |
| Texas              | MacAllen         | 705 S. Broadway St. McAllen, Texas 78501 Tel: (956) 429-3413 Fax: (956) 618-2011 consmcallen@minex.gob.gt www.consmcallen.minex.gob.gt                                                           | Texas: Condados de Concho, McCulloch, San Saba, Menard, Mason, Llano, Kimble, Gillespie, Blanco, Real, Kerr, Kendall, Comal, Hays, Bandera, Guadalupe, Cladwell, Uvalde, Medina, Bexar, Wilson, Zavala, Frio, Atascosa, Karnes, Dimmit, La Salle, McMullen, Live Oak, Bee, Goliad, Duval, Jim Wells, San Patricio, Refugio, Aransas, Nueces, Kleberg, Zapata, Jim Hogg, Brooks, Kenedy, Starr, Hidalgo, Willacy y Cameron |
| Washington         | Seattle          | 18000 International Blvd. South Tower, Oficina 1005, Piso 10 Seattle, WA Tel: (206) 888-5319 / 5320 Fax: (206) 466-6098 consseattle@minex.gob.gt consseattle.minex.gob.gt                        | Washington Montana Oregón Idaho Alaska |